# マイケル・トロイ
マイケル・フランシス・トロイ（英: Michael Francis Troy、1940年10月3日 - 2019年8月3日）は、アメリカ合衆国の競泳選手。
インディアナ大学の競泳・飛び込みチーム「インディアナ・フージャーズ」で、ドック・カウンシルマンコーチの指導を受けた。1960年のローマオリンピック4×200メートル自由形リレーにアメリカ代表チームの一員として出場し、金メダルを獲得。個人種目の男子200メートルバタフライでも金メダルを獲得した。
1961年にアメリカのカール・ロビーに破られるまで、200メートルバタフライの世界記録を6回にわたり更新した。1971年に国際水泳殿堂に殿堂入りした。
大学卒業後はアメリカ海軍士官となり、Navy SEALsの選抜訓練 (BUD/S) を修了した。ベトナム戦争に従軍し、シルバースター（銀星章）を授与された。
海軍退役後はサンディエゴに居を定め、不動産仲介業のかたわら、水泳を指導した。スタックの教え子には、マイク・スタムなどがいる。2019年に死去したときには、アリゾナ州チャンドラーで、オリンピック代表コーチを2回務めたマイク・ウォーカーとともにスイミングスクールを経営していた。また、オリンピック委員会国際部長やアメリカ競泳指導者協会副会長、米国のパラリンピック競泳代表チーム全国部長などを歴任した。